# Astragalus elatior
Astragalus elatior là một loài thực vật có hoa trong họ Đậu. Loài này được Kitam. miêu tả khoa học đầu tiên.